# Metioche
Metioche är ett släkte av insekter. Metioche ingår i familjen syrsor.

## Dottertaxa tillMetioche, i alfabetisk ordning[1]
- Metioche apicalis
- Metioche baroalbae
- Metioche bicolor
- Metioche bimaculata
- Metioche bolivari
- Metioche boliviana
- Metioche chamadara
- Metioche comorana
- Metioche fascithorax
- Metioche flavipes
- Metioche fusca
- Metioche fuscicornis
- Metioche fusconatata
- Metioche gigas
- Metioche haani
- Metioche japonicum
- Metioche kotoshoensis
- Metioche kuthyi
- Metioche lateralis
- Metioche lesnei
- Metioche machadoi
- Metioche maorica
- Metioche massaicum
- Metioche minuscula
- Metioche monteithi
- Metioche nigra
- Metioche nigripes
- Metioche ocularis
- Metioche pallidicornis
- Metioche pallidinervis
- Metioche pallipes
- Metioche perpusillum
- Metioche peruviana
- Metioche quadrimaculata
- Metioche schoutedeni
- Metioche sexmaculata
- Metioche substriata
- Metioche tacitus
- Metioche vittaticollis